# Grépiac
Grépiac är en kommun i departementet Haute-Garonne i regionen Occitanien i södra Frankrike. Kommunen ligger i kantonen Auterive som tillhör arrondissementet Muret. År 2022 hade Grépiac 1 009 invånare.

## Befolkningsutveckling
Antalet invånare i kommunen Grépiac
Referens:INSEE